# Football Club Internazionale Milano 2007-2008
Questa voce raccoglie le informazioni riguardanti il Football Club Internazionale Milano nelle competizioni ufficiali della stagione 2007-2008.

## Stagione

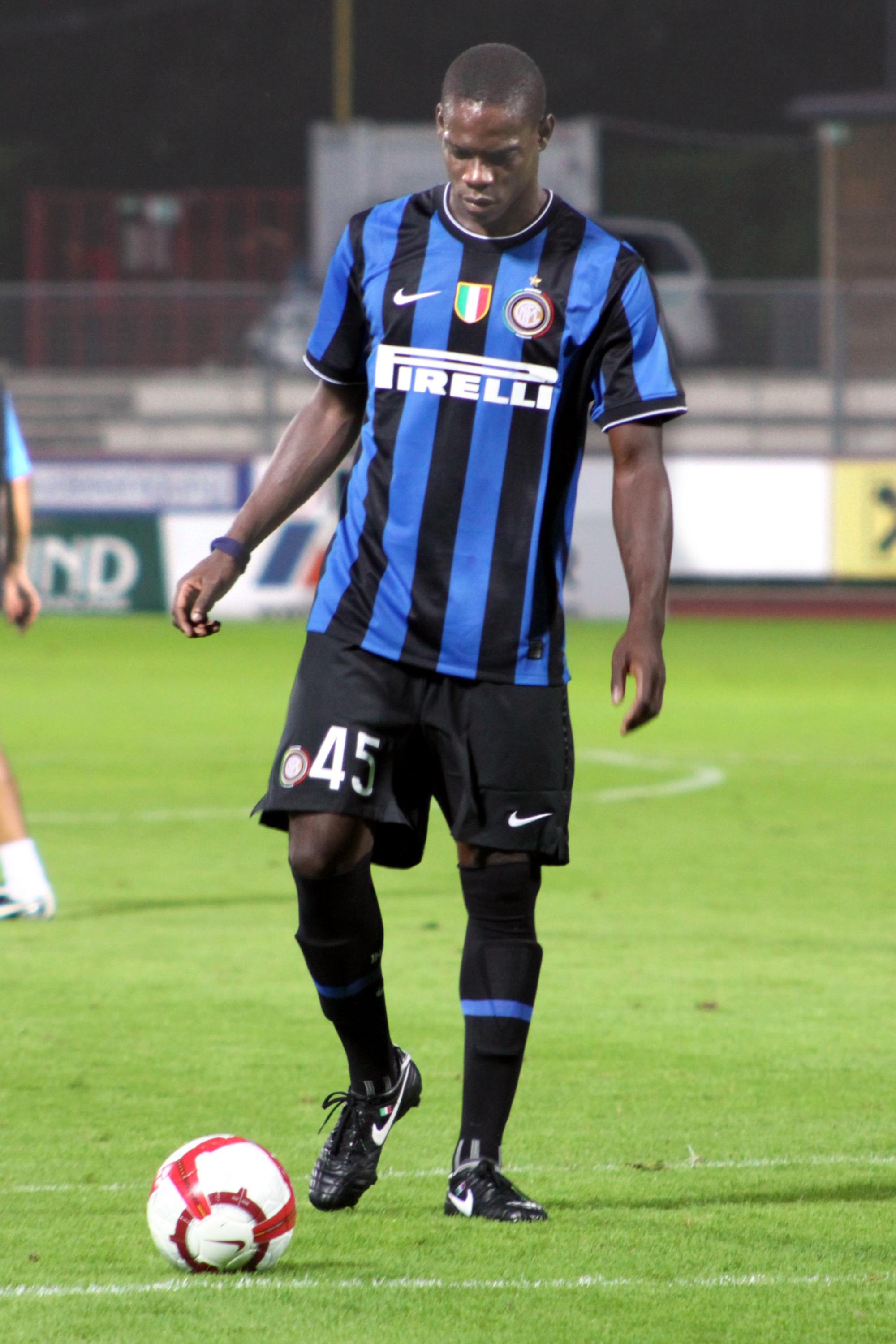
Il giovane Mario Balotelli, lanciato in prima squadra ancora minorenne: l'attaccante italiano di origine ghanese fornì il suo contributo allo Scudetto nella fase decisiva della stagione.

La stagione che avrebbe condotto al centenario della società — evento ricorso domenica 9 marzo 2008 — fu preceduta dall'arrivo in estate della punta Suazo (dopo una contesa di mercato col Milan cui la trattativa parve inizialmente arridere) e del difensore Chivu: con quest'ultimo arruolabile in differenti posizioni del pacchetto arretrato, l'attaccante honduregno scalzò nelle gerarchie un «evanescente» Adriano.
Il 19 agosto 2007 l'Inter mancava di imporsi in Supercoppa italiana, cedendo il trofeo alla Roma per un rigore messo a segno da De Rossi: a gravare inizialmente sulla rosa anche l'infortunio di Materazzi, per un organico che aveva innestato nelle seconde linee i sudamericani Rivas e Jiménez oltre al ventenne lusitano Pelé.
Sin dall'avvio di stagione un valore aggiunto nell'economia del gioco fu localizzato in Ibrahimović, maggiormente incisivo in zona-gol e implacabile dal dischetto: fulcro della manovra offensiva pur non agendo da centravanti-boa, lo svedese vestiva efficacemente i panni di suggeritore per prime punte quali Crespo e Cruz liberando loro la via della rete.
Un roster dalla forte componente straniera — «politica aziendale» che pure suscitò le rimostranze di Joseph Blatter in ottica delle riforme regolamentari — lamentò l'assenza dai campi di Figo dopo un fallo subìto da Nedvěd il 4 novembre 2007, riportando la frattura del perone nel primo derby d'Italia conseguente alle vicissitudini di Calciopoli: un'ulteriore defezione in mediana toccava a Dacourt, con Jiménez a beneficiarne ritagliandosi spazio nel vertice alto del rombo.
Mentre l'attacco, dovendo fare a meno di Adriano che a gennaio verrà ceduto in prestito al San Paolo, scopriva un giovane talento quale Balotelli (peraltro «giustiziere» degli stessi bianconeri in Coppa Italia) oltre a Cruz autore di 10 reti in 12 partite, la retroguardia che aveva subito solo 8 reti nelle prime 16 partite patì anche la prolungata assenza da parte di Samuel, costretto ai box dopo la stracittadina milanese del 23 dicembre 2007 con una lesione al legamento crociato anteriore del ginocchio che lo terrà fuori per tutto il resto della stagione: preceduto dall'applauso tributato ai rivali per la recente conquista del titolo mondiale, l'incontro terminava 2-1 in favore dei nerazzurri decretandone il matematico primato nel girone d'andata.
Unica formazione imbattuta dell'intero panorama professionistico a conclusione dell'anno solare, la Beneamata (cui una vittoria sul terreno della Roma per quattro reti a uno aveva fruttato in settembre il comando solitario) archiviò la tornata iniziale regolando tra le mura amiche un coriaceo Parma, portando a otto le vittorie consecutive e a nove di fila quelle casalinghe in campionato: in svantaggio per 1-2 con una manciata di minuti al fischio finale, gli uomini di Mancini compirono una rimonta ispirata dalla doppietta di Ibrahimović.
Giunta ad accumulare un margine di 11 lunghezze sui capitolini, la squadra impattò a Genova e successivamente nello scontro diretto con Zanetti che rispose negli ultimi minuti alla rete realizzata da Totti: col risultato a determinare i favori della classifica avulsa, la domenica seguente fu interrotta a Napoli una striscia d'imbattibilità aperta il 22 aprile 2007 e perdurata 31 giornate.

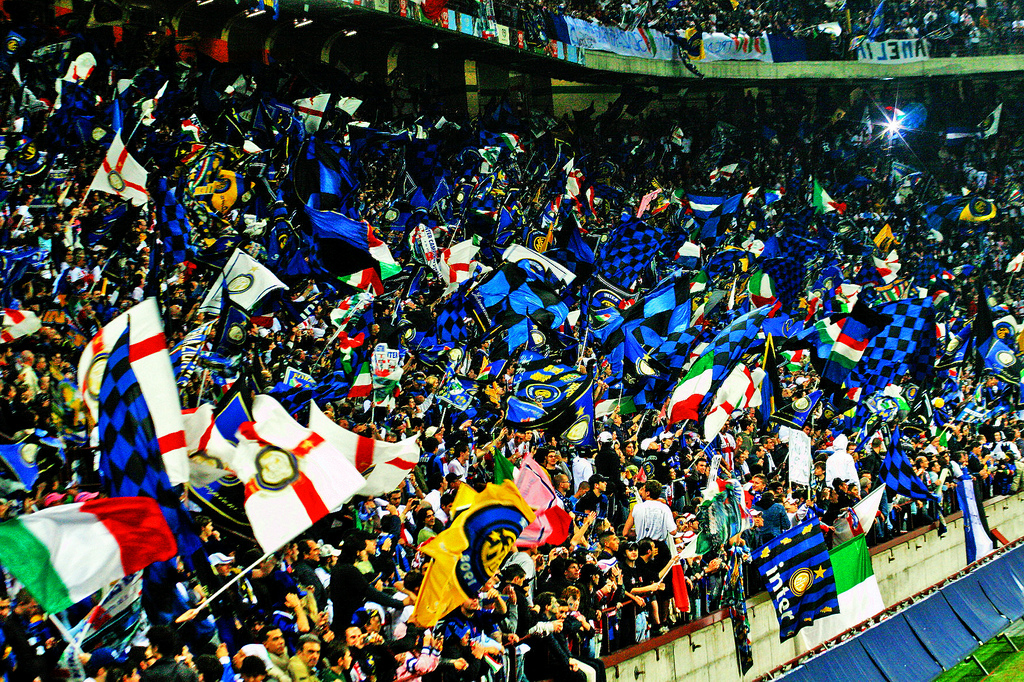
I festeggiamenti al Meazza dopo l'affermazione che confermò la Beneamata sul tetto d'Italia.

L'avventura in Champions League, dopo 5 vittorie consecutive e il primo posto nel girone, si interruppe agli ottavi ad opera del Liverpool: nella gara d'andata dopo l'espulsione per doppia ammonizione già al 30° minuto di Materazzi, si aggiunse il grave infortunio a Cordoba, lesione al crociato anteriore del ginocchio alla mezz'ora della ripresa, che porrà fine anche alla sua stagione, con gli inglesi a segno solo nel finale; nella gara di ritorno dopo l'espulsione di Burdisso, Torres chiuderà il discorso qualificazione.
Durante la conferenza-stampa nell'immediato del retour match il tecnico marchigiano paventò un possibile addio al termine della stagione, esternazioni «a caldo» che il presidente Moratti imputò alla tensione agonistica piuttosto che all'insorgere di malumori in spogliatoio.
L'eliminazione europea e i tanti infortuni minarono in parte le certezze dell'ambiente nel mese di marzo, ma non intaccarono la festa per il centenario svoltasi sul prato del Meazza dopo l'anticipo del sabato vinto l'8 marzo con la Reggina, che prevedeva tra le altre cose anche una parata con la presenza di molti dei grandi campioni del passato che hanno fatto la storia del club.
Il 22 marzo 2008 San Siro veniva espugnato dalla Juventus con reti di Camoranesi e Trezeguet, sia pur con il gol dell'oriundo erroneamente convalidato nonostante un fuorigioco: già frenati nel capoluogo ligure prima di ospitare i sabaudi, Zanetti e soci coglievano solamente un pari sul campo della Lazio fornendo all'inseguitrice di Spalletti la riuscita occasione dell'avvicinamento a −4. Ritrovando a Bergamo una vittoria esterna che latitava dal succitato passaggio in terra etnea — con Balotelli autore del suo primo centro in A proprio nello stadio orobico — il distaccò sui giallorossi ammontò a +6 dopo che questi venivano bloccati dal Livorno, indicando nel derby della Madonnina il match-point utile per archiviare la pratica-scudetto.
Domenica 4 maggio 2008 Kakà e Inzaghi restituirono tuttavia al Diavolo una supremazia cittadina smarrita un biennio addietro, mentre il contestuale successo a Marassi di Totti e compagni limava a 3 punti il ritardo dalla vetta: il finale di torneo conosceva un altro rocambolesco capitolo alla penultima giornata, con l'Atalanta in visita all'Olimpico e un già salvo Siena atteso a Milano. Se i bergamaschi accorciarono solamente negli ultimi minuti le distanze dai padroni di casa, i toscani mantennero il pubblico col fiato sospeso per oltre 90': Maccarone e Kharja replicarono a Vieira e Balotelli, con Manninger a impedire il possibile 3-2 di Materazzi su rigore. Alla trasferta di Parma in calendario all'ultima giornata, coi ducali in lotta per la salvezza, fece eco l'impegno capitolino al Massimino contro gli egualmente inguaiati rossoazzurri: a separare le contendenti in classifica un'unica lunghezza.
Sotto la copiosa pioggia del Tardini la prima frazione di gioco si concluse 0-0, con l'equilibrio in Sicilia infranto invece da Vučinić già ad inizio partita: la svolta al «duello a distanza» veniva impressa da una sostituzione al 51', con Ibrahimović (indisponibile per gran parte della primavera causa malanni al tendine rotuleo) a rilevare il brasiliano César. Una doppietta dell'attaccante firmava l'esito del campionato, spingendo l'Inter a quota 85 punti contro gli 82 dell'opponente che incassava nel finale il pareggio catanese: entrava così in bacheca il sedicesimo tricolore del club, il terzo consecutivo dopo l'assegnazione giudiziaria del titolo nel 2006 e la vittoria con numeri da record nell'annata precedente.
A far sfumare la possibilità dell'accoppiata nazionale concorsero ancora i romani, prevalendo con minimo scarto nell'atto conclusivo di Coppa Italia. Tale circostanza rappresentò l'ultima apparizione di Mancini in panchina, con lo jesino sollevato dall'incarico nei giorni seguenti: le motivazioni dell'esonero furono ascritte dalla società alle dichiarazioni che l'allenatore aveva compiuto in occasione dell'uscita dall'Europa.

## Divise e sponsor

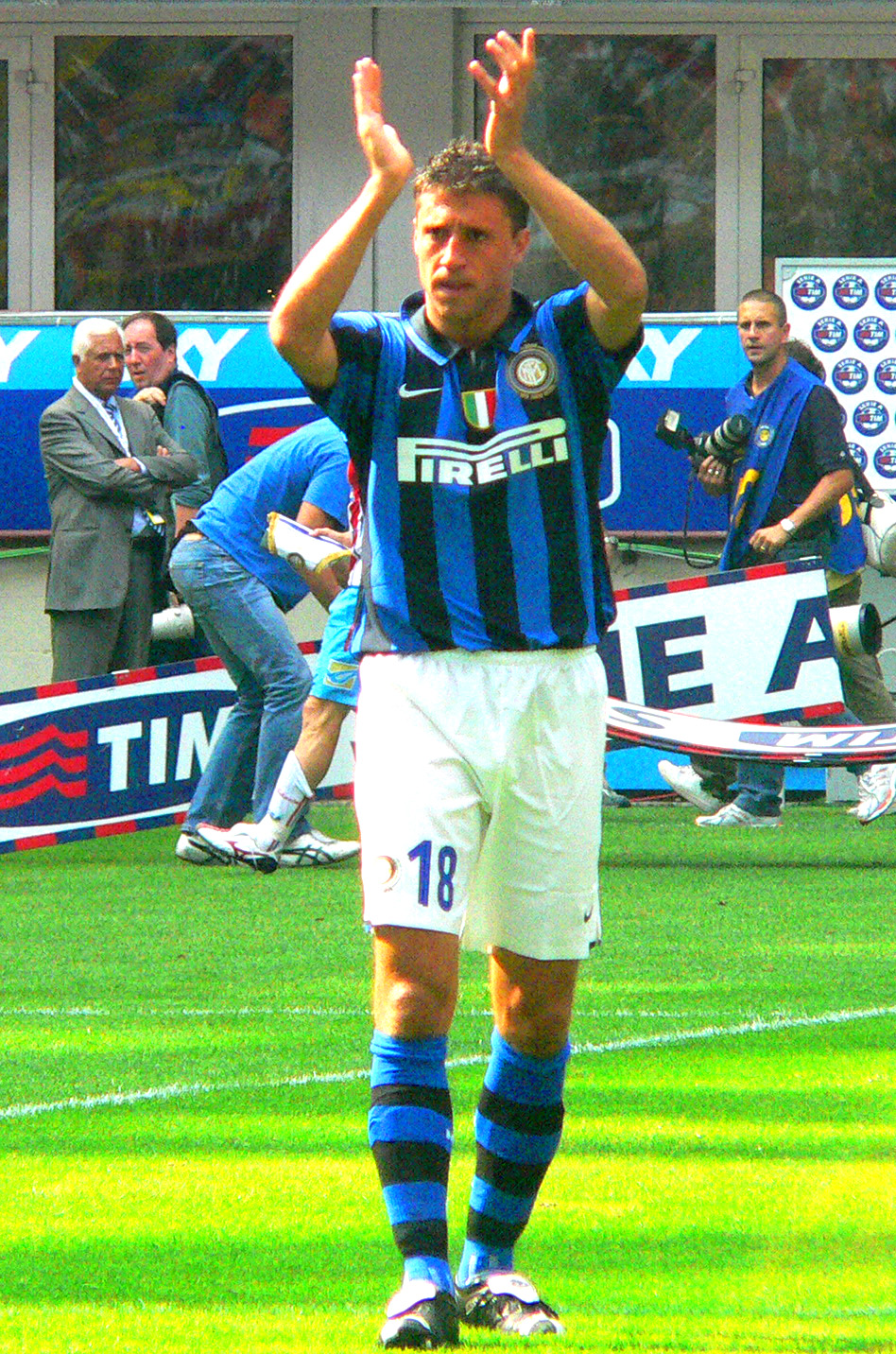
Hernán Crespo con la divisa casalinga dell'Inter nella stagione del Centenario.

Lo sponsor tecnico per la stagione 2007-2008 è Nike, mentre lo sponsor ufficiale è Pirelli.
La prima maglia presentava righe più strette rispetto alla stagione passata, con calzoncini bianchi e non più neri. La divisa da trasferta ebbe invece un aspetto celebrativo, dovuto al centenario: una maglia bianca con croce rossa sul petto e calzoncini neri. La parte superiore del kit conteneva due errori, ovvero una data di fondazione antecedente a quella effettiva (8 marzo 1908) e la scritta nerazzuro in luogo di nerazzurro. Nel dicembre 2007, dopo che la divisa era stata utilizzata nell'incontro casalingo di Champions con il Fenerbahçe, la stessa società turca criticò il carattere razzista della maglia: il simbolo rosso venne accostato alle crociate, fatto ritenuto offensivo nei confronti dei musulmani.
Durante la gara casalinga con la Reggina dell'8 marzo 2008, cui seguì una festa al Meazza per commemorare il centesimo anno di vita, la squadra milanese indossò una variante della prima maglia con caratteri in oro.
| 1ª divisa | 2ª divisa | Centenario | 1ª div. portiere | 2ª div. portiere |

## Organigramma societario
Area direttiva
- Presidente: Massimo Moratti

Area tecnica
- Direttore area tecnica: Marco Branca
- Consulente di mercato e add. rapp. 1ª squadra: Gabriele Oriali
- Allenatore: Roberto Mancini
- Viceallenatore: Siniša Mihajlović
- Assistente tecnico: Fausto Salsano, Dario Marcolin
- Preparatori dei portieri: Giulio Nuciari
- Responsabile dei preparatori atletici: Ivan Carminati
- Preparatori atletici: Claudio Gaudino, Gian Nicola Bisciotti

Area sanitaria
- Direttore area medica: Franco Combi
- Medico: Giorgio Panico
- Massaggiatori e fisioterapisti: Marco Della Casa, Massimo Della Casa, Andrea Galli, Luigi Sessolo, Alberto Galbiati, Sergio Viganò

## Rosa
| N. |                       | Ruolo | Calciatore                |
| -- | --------------------- | ----- | ------------------------- |
| 1  | Italia (bandiera)     | P     | Francesco Toldo           |
| 2  | Colombia (bandiera)   | D     | Iván Córdoba              |
| 4  | Argentina (bandiera)  | D     | Javier Zanetti (capitano) |
| 5  | Serbia (bandiera)     | C     | Dejan Stanković           |
| 6  | Brasile (bandiera)    | D     | Maxwell                   |
| 7  | Portogallo (bandiera) | C     | Luís Figo                 |
| 8  | Svezia (bandiera)     | A     | Zlatan Ibrahimović        |
| 9  | Argentina (bandiera)  | A     | Julio Cruz                |
| 10 | Brasile (bandiera)    | A     | Adriano                   |
| 11 | Cile (bandiera)       | C     | Luis Antonio Jiménez      |
| 12 | Brasile (bandiera)    | P     | Júlio César               |
| 13 | Brasile (bandiera)    | D     | Maicon                    |
| 14 | Francia (bandiera)    | C     | Patrick Vieira            |
| 15 | Francia (bandiera)    | C     | Olivier Dacourt           |
| 16 | Argentina (bandiera)  | D     | Nicolás Burdisso          |
| 17 | Italia (bandiera)     | C     | Filippo Mancini           |
| 18 | Argentina (bandiera)  | A     | Hernán Crespo             |
| 19 | Argentina (bandiera)  | C     | Esteban Cambiasso         |
| 21 | Argentina (bandiera)  | C     | Santiago Solari           |
| 22 | Italia (bandiera)     | P     | Paolo Orlandoni           |
| 23 | Italia (bandiera)     | D     | Marco Materazzi           |
| 24 | Colombia (bandiera)   | D     | Nelson Rivas              |
| 25 | Argentina (bandiera)  | D     | Walter Samuel             |
| 26 | Romania (bandiera)    | D     | Cristian Chivu            |

| N. |                       | Ruolo | Calciatore         |
| -- | --------------------- | ----- | ------------------ |
| 28 | Portogallo (bandiera) | C     | Maniche            |
| 29 | Honduras (bandiera)   | A     | David Suazo        |
| 30 | Portogallo (bandiera) | C     | Pelé               |
| 31 | Brasile (bandiera)    | C     | César              |
| 34 | Italia (bandiera)     | P     | Paolo Tornaghi     |
| 35 | Italia (bandiera)     | D     | Dennis Esposito    |
| 36 | Italia (bandiera)     | C     | Francesco Bolzoni  |
| 37 | Italia (bandiera)     | C     | Gabriele Puccio    |
| 38 | Italia (bandiera)     | D     | Daniele Federici   |
| 40 | Montenegro (bandiera) | D     | Ivan Fatić         |
| 41 | Ungheria (bandiera)   | C     | Attila Filkor      |
| 42 | Marocco (bandiera)    | C     | Ibrahim Maaroufi   |
| 43 | Italia (bandiera)     | A     | Daniele Pedrelli   |
| 44 | Italia (bandiera)     | A     | Diego Falcinelli   |
| 45 | Italia (bandiera)     | A     | Mario Balotelli    |
| 46 | Italia (bandiera)     | A     | Aiman Napoli       |
| 47 | Italia (bandiera)     | D     | Fabio Perissinotto |
| 47 | Italia (bandiera)     | D     | Marco Filippini    |
| 48 | Italia (bandiera)     | C     | Alberto Gerbo      |
| 49 | Svezia (bandiera)     | A     | Goran Slavkovski   |
| 50 | Italia (bandiera)     | C     | Luca Siligardi     |
| 52 | Italia (bandiera)     | C     | Saverio Macrì      |
| 71 | Italia (bandiera)     | P     | Enrico Alfonso     |

## Calciomercato

### Sessione estiva (dall'1/7 al 31/8)
| Acquisti | Acquisti             | Acquisti          | Acquisti                   |
| R.       | Nome                 | da                | Modalità                   |
| -------- | -------------------- | ----------------- | -------------------------- |
| P        | Enrico Alfonso       | Pizzighettone     | definitivo (1,3 milioni €) |
| D        | Cristian Chivu       | Roma              | definitivo (15 milioni €)  |
| D        | Nelson Rivas         | River Plate       | definitivo (5 milioni €)   |
| C        | Luis Antonio Jiménez | Ternana           | prestito                   |
| C        | Pelé                 | Vitória Guimarães | definitivo (2 milioni €)   |
| A        | David Suazo          | Cagliari          | definitivo (13 milioni €)  |

| Cessioni | Cessioni           | Cessioni        | Cessioni                        |
| R.       | Nome               | a               | Modalità                        |
| -------- | ------------------ | --------------- | ------------------------------- |
| P        | Fabián Carini      | Real Murcia     | definitivo                      |
| D        | Marco Andreolli    | Roma            | compartecipazione (3 milioni €) |
| D        | Fabio Grosso       | Olympique Lione | definitivo (7,5 milioni €)      |
| D        | Rincon             | Empoli          | prestito                        |
| D        | Nicola Donazzan    | Mantova         | prestito                        |
| C        | David Pizarro      | Roma            | comproprietà (5,75 milioni €)   |
| A        | Robert Acquafresca | Cagliari        | compartecipazione (2 milioni €) |
| A        | Álvaro Recoba      | Torino          | prestito                        |

### Sessione invernale (dal 2/1 all'1/2)
| Acquisti | Acquisti | Acquisti        | Acquisti               |
| R.       | Nome     | da              | Modalità               |
| -------- | -------- | --------------- | ---------------------- |
| C        | Maniche  | Atlético Madrid | prestito (1 milioni €) |

| Cessioni | Cessioni       | Cessioni  | Cessioni |
| R.       | Nome           | a         | Modalità |
| -------- | -------------- | --------- | -------- |
| P        | Enrico Alfonso | Venezia   | prestito |
| A        | Adriano        | San Paolo | prestito |

## Risultati

### Serie A

#### Girone di andata
| Arbitro: | Banti (Livorno) |

|              |           |                      |
| Stanković 9’ | Marcatori | 90+1’ (aut.) Córdoba |

| Arbitro: | Ayroldi (Molfetta) |

|  |           |                      |
|  | Marcatori | 14’, 83’ Ibrahimović |

| Arbitro: | Orsato (Schio) |

|                      |           |  |
| Crespo 14’ César 79’ | Marcatori |  |

| Arbitro: | Trefoloni (Siena) |

|                               |           |                             |
| De Vezze 1’ Loviso 62’ (rig.) | Marcatori | 35’, 71’ (rig.) Ibrahimović |

| Arbitro: | Tagliavento (Terni) |

|                               |           |  |
| Ibrahimović 23’, 49’ Figo 58’ | Marcatori |  |

| Arbitro: | Rizzoli (Bologna) |

|              |           |                                                        |
| Perrotta 53’ | Marcatori | 29’ (rig.) Ibrahimović 57’ Crespo 60’ Cruz 68’ Córdoba |

| Arbitro: | Rosetti (Torino) |

|               |           |          |
| Cruz 20’, 36’ | Marcatori | 85’ Sosa |

| Arbitro: | Bergonzi (Genova) |

|  |           |             |
|  | Marcatori | 18’ Adriano |

| Palermo 28 ottobre 2007, ore 15:00 CEST 9ª giornata | Palermo              | 0 – 0 referto | Inter | Stadio Renzo Barbera (33 972 spett.)\| Arbitro: \| Farina (Novi Ligure) \| |
| Arbitro:                                            | Farina (Novi Ligure) |               |       |                                                                            |

| Arbitro: | Tagliavento (Terni) |

|                                                    |           |           |
| Córdoba 8’ Cambiasso 50’ Suazo 74’ Cruz 88’ (rig.) | Marcatori | 73’ Konko |

| Arbitro: | Rocchi (Firenze) |

|                |           |          |
| Camoranesi 77’ | Marcatori | 41’ Cruz |

| Arbitro: | Damato (Barletta) |

|                                             |           |  |
| Ibrahimović 22’ (rig.) Maicon 33’ Suazo 55’ | Marcatori |  |

| Arbitro: | Banti (Livorno) |

|                    |           |              |
| Suazo 11’ Cruz 30’ | Marcatori | 39’ Floccari |

| Arbitro: | Farina (Novi Ligure) |

|  |           |                      |
|  | Marcatori | 10’ Jiménez 44’ Cruz |

| Arbitro: | Saccani (Mantova) |

|                                                         |           |  |
| Ibrahimović 38’ (rig.) Cruz 50’ Jiménez 52’ Córdoba 76’ | Marcatori |  |

| Arbitro: | De Marco (Chiavari) |

|  |           |                    |
|  | Marcatori | 57’ Cruz 79’ Suazo |

| Arbitro: | Morganti (Ascoli Piceno) |

|                        |           |           |
| Cruz 36’ Cambiasso 63’ | Marcatori | 18’ Pirlo |

| Arbitro: | Girardi (San Donà di Piave) |

|                                     |           |                                             |
| Córdoba 31’ (aut.) Forestieri 90+2’ | Marcatori | 26’ (rig.), 52’ Ibrahimović 45+1’ Cambiasso |

| Arbitro: | Gervasoni (Mantova) |

|                                             |           |                             |
| Cambiasso 30’ Ibrahimović 88’ (rig.), 90+2’ | Marcatori | 40’ Cigarini 69’ Gasbarroni |

#### Girone di ritorno
| Udine 27 gennaio 2008, ore 15:00 CET 20ª giornata | Udinese          | 0 – 0 referto | Inter | Stadio Friuli (21 913 spett.)\| Arbitro: \| Rosetti (Torino) \| |
| Arbitro:                                          | Rosetti (Torino) |               |       |                                                                 |

| Arbitro: | Tagliavento (Terni) |

|                        |           |  |
| Ibrahimović 34’ (rig.) | Marcatori |  |

| Arbitro: | Farina (Novi Ligure) |

|  |           |                         |
|  | Marcatori | 64’ Cambiasso 67’ Suazo |

| Arbitro: | De Marco (Chiavari) |

|                |           |  |
| Suazo 14’, 18’ | Marcatori |  |

| Arbitro: | Rocchi (Firenze) |

|             |           |            |
| Cassano 65’ | Marcatori | 76’ Crespo |

| Arbitro: | Rosetti (Torino) |

|                |           |           |
| J. Zanetti 88’ | Marcatori | 39’ Totti |

| Arbitro: | Rizzoli (Bologna) |

|             |           |  |
| Zalayeta 3’ | Marcatori |  |

| Arbitro: | Brighi (Cesena) |

|                                     |           |  |
| Ibrahimović 14’ (rig.) Burdisso 34’ | Marcatori |  |

| Arbitro: | De Marco (Chiavari) |

|                       |           |                      |
| Vieira 5’ Jiménez 36’ | Marcatori | 25’ (aut.) Materazzi |

| Arbitro: | Rocchi (Firenze) |

|                  |           |           |
| M. Borriello 85’ | Marcatori | 11’ Suazo |

| Arbitro: | Farina (Novi Ligure) |

|             |           |                              |
| Maniche 84’ | Marcatori | 49’ Camoranesi 63’ Trezeguet |

| Arbitro: | Rosetti (Torino) |

|            |           |            |
| Rocchi 59’ | Marcatori | 11’ Crespo |

| Arbitro: | De Marco (Chiavari) |

|  |           |                          |
|  | Marcatori | 21’ Vieira 74’ Balotelli |

| Arbitro: | Saccani (Mantova) |

|                             |           |  |
| Cambiasso 55’ Balotelli 62’ | Marcatori |  |

| Arbitro: | Morganti (Ascoli Piceno) |

|  |           |          |
|  | Marcatori | 30’ Cruz |

| Arbitro: | Orsato (Schio) |

|                        |           |                |
| Cruz 22’ Materazzi 82’ | Marcatori | 90+2’ Biondini |

| Arbitro: | Rosetti (Torino) |

|                         |           |          |
| F. Inzaghi 51’ Kaká 56’ | Marcatori | 76’ Cruz |

| Arbitro: | Gava (Conegliano) |

|                          |           |                          |
| Vieira 12’ Balotelli 45’ | Marcatori | 30’ Maccarone 69’ Kharja |

| Arbitro: | Rocchi (Firenze) |

|  |           |                      |
|  | Marcatori | 62’, 79’ Ibrahimović |

### Coppa Italia

#### Fase finale
| Arbitro: | Trefoloni (Siena) |

|               |           |                                          |
| Pettinari 50’ | Marcatori | 14’ Crespo 30’, 85’ Balotelli 61’ Solari |

| Arbitro: | Salati (Trento) |

|                                          |           |  |
| Crespo 34’ Cascione 45’ (aut.) César 90’ | Marcatori |  |

| Arbitro: | Farina (Novi Ligure) |

|               |           |                            |
| Cruz 54’, 74’ | Marcatori | 79’ Del Piero 85’ Boumsong |

| Arbitro: | Saccani (Mantova) |

|                            |           |                                    |
| Del Piero 14’ Iaquinta 31’ | Marcatori | 10’, 53’ Balotelli 39’ (rig.) Cruz |

| Milano 16 aprile 2008, ore 20:30 Semifinale - Andata | Inter            | 0 – 0 | Lazio | Stadio San Siro\| Arbitro: \| Rocchi (Firenze) \| |
| Arbitro:                                             | Rocchi (Firenze) |       |       |                                                   |

| Arbitro: | Saccani (Mantova) |

|  |           |                   |
|  | Marcatori | 51’ Pelé 85’ Cruz |

| Arbitro: | Morganti (Ascoli Piceno) |

|                        |           |          |
| Mexès 36’ Perrotta 54’ | Marcatori | 61’ Pelé |

### UEFA Champions League

#### Fase a gironi
| Arbitro: | Medina Cantalejo |

|            |           |  |
| Deivid 43’ | Marcatori |  |

| Arbitro: | Vassaras |

|                             |           |  |
| Ibrahimović 15’ (rig.), 31’ | Marcatori |  |

| Arbitro: | Riley |

|        |           |                       |
| Jô 32’ | Marcatori | 52’ Crespo 80’ Samuel |

| Arbitro: | Allaerts |

|                                         |           |                        |
| Ibrahimović 32’, 75’ Cambiasso 34’, 67’ | Marcatori | 22’ Jô 31’ Vágner Love |

| Arbitro: | Plautz |

|                                        |           |  |
| Cruz 55’ Ibrahimović 66’ Jiménez 90+2’ | Marcatori |  |

| Arbitro: | Merk |

|  |           |          |
|  | Marcatori | 64’ Cruz |

#### Fase a eliminazione diretta
| Arbitro: | De Bleeckere |

|                       |           |  |
| Kuijt 85’ Gerrard 90’ | Marcatori |  |

| Arbitro: | Øvrebø |

|  |           |            |
|  | Marcatori | 64’ Torres |

### Supercoppa italiana
| Arbitro: | Rosetti (Torino) |

|  |           |                     |
|  | Marcatori | 78’ (rig.) De Rossi |

## Statistiche

### Statistiche di squadra
| Competizione        | Punti | In casa | In casa | In casa | In casa | In casa | In casa | In trasferta | In trasferta | In trasferta | In trasferta | In trasferta | In trasferta | Totale | Totale | Totale | Totale | Totale | Totale | DR |
| Competizione        | Punti | G       | V       | N       | P       | Gf      | Gs      | G            | V            | N            | P            | Gf           | Gs           | G      | V      | N      | P      | Gf     | Gs     | DR |
| ------------------- | ----- | ------- | ------- | ------- | ------- | ------- | ------- | ------------ | ------------ | ------------ | ------------ | ------------ | ------------ | ------ | ------ | ------ | ------ | ------ | ------ | -- |
| Serie A             | 85    | 19      | 15      | 3       | 1       | 41      | 14      | 19           | 10           | 7            | 2            | 28           | 12           | 38     | 25     | 10     | 3      | 69     | 26     | 43 |
| Coppa Italia        | -     | 3       | 1       | 2       | 0       | 5       | 2       | 4            | 3            | 0            | 1            | 10           | 5            | 7      | 4      | 2      | 1      | 15     | 7      | 8  |
| Champions League    | 15    | 4       | 3       | 0       | 1       | 9       | 3       | 4            | 2            | 0            | 2            | 3            | 4            | 8      | 5      | 0      | 3      | 12     | 7      | 5  |
| Supercoppa italiana | -     | 1       | 0       | 0       | 1       | 0       | 1       | 0            | 0            | 0            | 0            | 0            | 0            | 1      | 0      | 0      | 1      | 0      | 1      | −1 |
| Totale              | -     | 27      | 19      | 5       | 3       | 55      | 20      | 27           | 15           | 7            | 5            | 41           | 21           | 54     | 34     | 12     | 8      | 96     | 41     | 55 |

### Andamento in campionato
| Giornata  | 1  | 2 | 3 | 4 | 5 | 6 | 7 | 8 | 9 | 10 | 11 | 12 | 13 | 14 | 15 | 16 | 17 | 18 | 19 | 20 | 21 | 22 | 23 | 24 | 25 | 26 | 27 | 28 | 29 | 30 | 31 | 32 | 33 | 34 | 35 | 36 | 37 | 38 |
| --------- | -- | - | - | - | - | - | - | - | - | -- | -- | -- | -- | -- | -- | -- | -- | -- | -- | -- | -- | -- | -- | -- | -- | -- | -- | -- | -- | -- | -- | -- | -- | -- | -- | -- | -- | -- |
| Luogo     | C  | T | C | T | C | T | C | T | T | C  | T  | C  | C  | T  | C  | T  | C  | T  | C  | T  | C  | T  | C  | T  | C  | T  | C  | C  | T  | C  | T  | T  | C  | T  | C  | T  | C  | T  |
| Risultato | N  | V | V | N | V | V | V | V | N | V  | N  | V  | V  | V  | V  | V  | V  | V  | V  | N  | V  | V  | V  | N  | N  | P  | V  | V  | N  | P  | N  | V  | V  | V  | V  | P  | N  | V  |
| Posizione | 12 | 6 | 2 | 2 | 2 | 1 | 1 | 1 | 1 | 1  | 1  | 1  | 1  | 1  | 1  | 1  | 1  | 1  | 1  | 1  | 1  | 1  | 1  | 1  | 1  | 1  | 1  | 1  | 1  | 1  | 1  | 1  | 1  | 1  | 1  | 1  | 1  | 1  |

Fonte:  Serie A – Classifiche, su sport.sky.it, Sky Sport. URL consultato il 4 dicembre 2015 (archiviato dall'url originale l'11 settembre 2014).
Legenda:

Luogo: C = Casa; T = Trasferta. Risultato: V = Vittoria; N = Pareggio; P = Sconfitta.

### Statistiche dei giocatori
Sono in corsivo i calciatori che hanno lasciato la società a stagione in corso.
| Giocatore      | Serie A  | Serie A | Serie A     | Serie A    | Coppa Italia | Coppa Italia | Coppa Italia | Coppa Italia | Champions League | Champions League | Champions League | Champions League | Supercoppa Italiana | Supercoppa Italiana | Supercoppa Italiana | Supercoppa Italiana | Totale   | Totale | Totale      | Totale     |
| Giocatore      | Presenze | Reti    | Ammonizioni | Espulsioni | Presenze     | Reti         | Ammonizioni  | Espulsioni   | Presenze         | Reti             | Ammonizioni      | Espulsioni       | Presenze            | Reti                | Ammonizioni         | Espulsioni          | Presenze | Reti   | Ammonizioni | Espulsioni |
| -------------- | -------- | ------- | ----------- | ---------- | ------------ | ------------ | ------------ | ------------ | ---------------- | ---------------- | ---------------- | ---------------- | ------------------- | ------------------- | ------------------- | ------------------- | -------- | ------ | ----------- | ---------- |
| Adriano        | 4        | 1       | 0           | 0          | 0            | 0            | 0            | 0            | 0                | 0                | 0                | 0                | 0                   | 0                   | 0                   | 0                   | 4        | 1      | 0           | 0          |
| E. Alfonso     | 0        | 0       | 0           | 0          | 1            | 0            | 0            | 0            | 0                | 0                | 0                | 0                | 0                   | 0                   | 0                   | 0                   | 1        | 0      | 0           | 0          |
| M. Balotelli   | 11       | 3       | 3           | 0          | 4            | 4            | 2            | 0            | 0                | 0                | 0                | 0                | 0                   | 0                   | 0                   | 0                   | 15       | 7      | 5           | 0          |
| F. Bolzoni     | 0        | 0       | 0           | 0          | 3            | 0            | 0            | 0            | 2                | 0                | 0                | 0                | 0                   | 0                   | 0                   | 0                   | 5        | 0      | 0           | 0          |
| N. Burdisso    | 24       | 1       | 7           | 0          | 6            | 0            | 1            | 1            | 2                | 0                | 2                | 1                | 1                   | 0                   | 0                   | 0                   | 33       | 1      | 10          | 2          |
| E. Cambiasso   | 33       | 6       | 3           | 0          | 2            | 0            | 0            | 0            | 8                | 2                | 0                | 0                | 1                   | 0                   | 0                   | 0                   | 44       | 8      | 3           | 0          |
| César          | 17       | 1       | 4           | 1          | 6            | 1            | 0            | 0            | 0                | 0                | 0                | 0                | 0                   | 0                   | 0                   | 0                   | 23       | 2      | 4           | 1          |
| I. Córdoba     | 20       | 3       | 3           | 0          | 1            | 0            | 0            | 0            | 5                | 0                | 0                | 0                | 1                   | 0                   | 0                   | 0                   | 27       | 3      | 3           | 0          |
| C. Chivu       | 26       | 0       | 7           | 0          | 3            | 0            | 0            | 0            | 6                | 0                | 3                | 1                | 1                   | 0                   | 0                   | 0                   | 36       | 0      | 10          | 1          |
| H. Crespo      | 19       | 4       | 1           | 0          | 5            | 2            | 0            | 0            | 5                | 1                | 0                | 0                | 0                   | 0                   | 0                   | 0                   | 29       | 7      | 1           | 0          |
| J. Cruz        | 28       | 13      | 4           | 0          | 3            | 4            | 3            | 0            | 6                | 2                | 0                | 0                | 1                   | 0                   | 0                   | 0                   | 38       | 19     | 7           | 0          |
| O. Dacourt     | 9        | 0       | 0           | 0          | 0            | 0            | 0            | 0            | 3                | 0                | 1                | 0                | 1                   | 0                   | 0                   | 0                   | 13       | 0      | 1           | 0          |
| I. Fatić       | 0        | 0       | 0           | 0          | 2            | 0            | 0            | 0            | 0                | 0                | 0                | 0                | 0                   | 0                   | 0                   | 0                   | 2        | 0      | 0           | 0          |
| L. Figo        | 17       | 1       | 3           | 0          | 1            | 0            | 0            | 0            | 4                | 0                | 1                | 0                | 1                   | 0                   | 0                   | 0                   | 23       | 1      | 4           | 0          |
| M. Filippini   | 0        | 0       | 0           | 0          | 1            | 0            | 0            | 0            | 0                | 0                | 0                | 0                | 0                   | 0                   | 0                   | 0                   | 1        | 0      | 0           | 0          |
| Z. Ibrahimović | 26       | 17      | 5           | 0          | 0            | 0            | 0            | 0            | 7                | 5                | 2                | 0                | 1                   | 0                   | 1                   | 0                   | 34       | 22     | 8           | 0          |
| L. Jiménez     | 15       | 3       | 3           | 0          | 4            | 0            | 0            | 0            | 2                | 1                | 1                | 0                | 0                   | 0                   | 0                   | 0                   | 21       | 4      | 4           | 0          |
| Júlio César    | 35       | -24     | 3           | 1          | 0            | 0            | 0            | 0            | 8                | -7               | 0                | 0                | 1                   | -1                  | 0                   | 0                   | 44       | -32    | 3           | 1          |
| I. Maaroufi    | 0        | 0       | 0           | 0          | 1            | 0            | 0            | 0            | 0                | 0                | 0                | 0                | 0                   | 0                   | 0                   | 0                   | 1        | 0      | 0           | 0          |
| Maicon         | 31       | 1       | 3           | 1          | 3            | 0            | 0            | 0            | 5                | 0                | 0                | 0                | 0                   | 0                   | 0                   | 0                   | 39       | 1      | 3           | 1          |
| F. Mancini     | 0        | 0       | 0           | 0          | 1            | 0            | 0            | 0            | 0                | 0                | 0                | 0                | 0                   | 0                   | 0                   | 0                   | 1        | 0      | 0           | 0          |
| Maniche        | 8        | 1       | 0           | 0          | 3            | 0            | 2            | 0            | 0                | 0                | 0                | 0                | 0                   | 0                   | 0                   | 0                   | 11       | 1      | 2           | 0          |
| M. Materazzi   | 23       | 1       | 5           | 0          | 4            | 0            | 0            | 1            | 3                | 0                | 2                | 1                | 1                   | 0                   | 1                   | 0                   | 31       | 1      | 8           | 2          |
| Maxwell        | 32       | 0       | 2           | 0          | 4            | 0            | 0            | 0            | 7                | 0                | 0                | 0                | 0                   | 0                   | 0                   | 0                   | 43       | 0      | 2           | 0          |
| A. Napoli      | 0        | 0       | 0           | 0          | 1            | 0            | 0            | 0            | 0                | 0                | 0                | 0                | 0                   | 0                   | 0                   | 0                   | 1        | 0      | 0           | 0          |
| P. Orlandoni   | 2        | -1      | 0           | 0          | 1            | -1           | 0            | 0            | 0                | 0                | 0                | 0                | 0                   | 0                   | 0                   | 0                   | 3        | -2     | 0           | 0          |
| Pelé           | 15       | 0       | 3           | 1          | 6            | 2            | 4            | 0            | 1                | 0                | 0                | 0                | 0                   | 0                   | 0                   | 0                   | 22       | 2      | 7           | 1          |
| G. Puccio      | 0        | 0       | 0           | 0          | 1            | 0            | 0            | 0            | 0                | 0                | 0                | 0                | 0                   | 0                   | 0                   | 0                   | 1        | 0      | 0           | 0          |
| N. Rivas       | 11       | 0       | 3           | 0          | 5            | 0            | 0            | 0            | 3                | 0                | 1                | 0                | 0                   | 0                   | 0                   | 0                   | 19       | 0      | 4           | 0          |
| W. Samuel      | 12       | 0       | 4           | 0          | 1            | 0            | 0            | 0            | 5                | 1                | 3                | 0                | 0                   | 0                   | 0                   | 0                   | 18       | 1      | 7           | 0          |
| L. Siligardi   | 0        | 0       | 0           | 0          | 2            | 0            | 0            | 0            | 0                | 0                | 0                | 0                | 0                   | 0                   | 0                   | 0                   | 2        | 0      | 0           | 0          |
| S. Solari      | 5        | 0       | 0           | 0          | 5            | 1            | 0            | 0            | 5                | 0                | 1                | 0                | 0                   | 0                   | 0                   | 0                   | 15       | 1      | 1           | 0          |
| D. Suazo       | 27       | 8       | 0           | 0          | 3            | 0            | 0            | 0            | 6                | 0                | 0                | 1                | 1                   | 0                   | 0                   | 0                   | 37       | 8      | 0           | 1          |
| D. Stanković   | 21       | 1       | 2           | 0          | 3            | 0            | 0            | 0            | 6                | 0                | 1                | 0                | 1                   | 0                   | 1                   | 0                   | 31       | 1      | 4           | 0          |
| F. Toldo       | 3        | -1      | 0           | 0          | 5            | -6           | 1            | 0            | 0                | 0                | 0                | 0                | 0                   | 0                   | 0                   | 0                   | 8        | -7     | 1           | 0          |
| P. Vieira      | 16       | 3       | 5           | 1          | 3            | 0            | 1            | 0            | 3                | 0                | 0                | 0                | 1                   | 0                   | 0                   | 0                   | 23       | 3      | 6           | 1          |
| J. Zanetti     | 38       | 1       | 0           | 0          | 4            | 0            | 0            | 0            | 8                | 0                | 0                | 0                | 1                   | 0                   | 0                   | 0                   | 51       | 1      | 0           | 0          |